# Robert Ettinger
Robert Chester Wilson Ettinger (Atlantic City, 4 de dezembro de 1918 – Clinton Township, 23 de julho de 2011) foi um professor estadunidense, conhecido por seu livro de 1962 The Prospect of Immortality como o "Pai da Criônica". Fundou em 1976 o Cryonics Institute em Detroit.

## Vida
Ettinger era filho de imigrantes russo-judaicos. Estudou matemática e física na Wayne State University, onde foi professor.
Após severamente ferido na Segunda Guerra Mundial recebeu a condecoração Coração Púrpuro.

## Criônica
Na juventude Ettinger foi um ávido leitor de histórias de ficção científica e ficou fascinado com a ideia de reviver as pessoas após a morte usando tecnologia médica futura. O corpo é preservado por baixas temperaturas até que o progresso técnico permita reparar os danos nos órgãos e o "reinício" da vida no corpo preservado. Em 1947 ele se familiarizou com os experimentos de baixa temperatura do francês Jean Rostand.
Ettinger é epônimo e o primeiro recipiente da Medalha Robert Ettinger por realizações notáveis em criônica.

## Obras
- The Prospect of Immortality, 1962
- Man Into Superman, 1972
- Youniverse, 2009